# Simon Pannock
Simon Pannock (* 1985 in Hamm) ist ein deutscher Radiomoderator und Redakteur.

## Leben
Im Alter von 20 Jahren absolvierte Pannock ein Praktikum bei Radio WAF, dem Lokalradio im Kreis Warendorf.
Von 2006 bis 2007 ging er für einige Monate nach Stuttgart zum Radiosender Die Neue 107.7. Später kehrte er in seine Heimat zurück. Seitdem ist er Redakteur und Reporter des Lokalradios Radio WAF. Seit 2009 moderiert er dort auch verschiedene Sendestrecken im Tages- und Wochenendprogramm, unter anderem die Hörerhitparade Radio WAF-Charts. Jede Woche gab es die Top 15 und zusätzlich 5 Neuvorstellungen. Pannock moderierte die Radio WAF-Charts als Nachfolger von Jan-Christian Zeller und war auch Moderator der letzten Ausgabe, die am 16. Dezember 2016 ausgestrahlt wurde.
2007 war er für kurze Zeit auch als Redakteur bei Kuren und Wellness TV tätig. Das Projekt wurde nach 9 Monaten eingestellt. Darüber hinaus war er von 2008 bis 2011 für das Internetfernsehen HammTV als Moderator und Reporter vor der Kamera tätig.
Von 2006 bis 2008 betrieb Pannock den Podcast Hit Flash, einen Podcast über Starnews und Boulevardthemen, der unter anderem unter Vertrag vom Aschendorff Verlag vertrieben wurde.

## Arbeit
Zurzeit arbeitet Pannock als Moderator innerhalb der NRW-Lokalradios bei Radio Sauerland (samstags von 9–12 Uhr) und Radio WAF (von Montag bis Freitag 6–10 Uhr, der Radio WAF Morgen). Außerdem ist er Redaktionsleiter von radio waf deinfm, dem Jugendformat von Radio WAF.
Seit 2021 moderiert Pannock beim landesweiten Musiksender NOXX in NRW unregelmäßig die Morningshow.
Bereits seit der Gründung des Projekts radio waf deinfm im Jahr 2011 ist Pannock federführend an der Entwicklung des Jugendformats für den Kreis Warendorf beteiligt. Während es früher nur an Wochenenden ausgestrahlt wurde, ist es seit Anfang 2019 jeden Tag von 21 bis 0 Uhr (sonntags von 18 bis 20 Uhr) im regulären Programm von Radio WAF zu hören. Noch heute ist Simon Pannock regelmäßig als deinfm-Moderator auf Sendung.
Bei Radio Sauerland moderiert Pannock seit Juli 2017 den Samstagvormittag sowie in regelmäßigen Abständen von Montag bis Freitag die Sendung Am Nachmittag.
Als Fan der Luftfahrt betreibt Pannock über seine Radiotätigkeiten hinaus das Online-Flughafenmagazin airportzentrale.de. Dort tritt er auch regelmäßig als Autor in Erscheinung.